# ويليام إل. تيرني
ويليام إل. تيرني هو محامي وقاضي وسياسي أمريكي، ولد في 6 أغسطس 1876 في نوروولك في الولايات المتحدة، وتوفي في 13 أبريل 1958 في غرينيتش في الولايات المتحدة. نشط حزبياً في الحزب الديمقراطي. وقد انتخب عضو مجلس النواب الأمريكي ‏.